# Maurice Field
Maurice John Field (Carrickfergus, 24 febbraio 1964) è un ex rugbista a 15 proveniente dall'Irlanda del Nord, tre quarti centro della provincia dell'Ulster e 17 volte internazionale per l'Irlanda; dopo il ritiro ha saltuariamente allenato parallelamente all'attività di opinionista e commentatore sportivo per la BBC.

## Biografia
Nato a Greenisland, villaggio del circondario di Carrickfergus oggi nel distretto di Mid e East Antrim, compì gli studi superiori a Belfast e successivamente si arruolò nel corpo nordirlandese dei vigili del fuoco; iniziò la sua carriera dilettantistica nel Template:Rugby North of Ireland (oggi Belfast Harlequins) per poi passare al Malone, altro club della capitale.
Nel 1990 iniziò a rappresentare l'Ulster a livello interprovinciale; non ebbe presenze internazionali fino a quando a febbraio 1994 fu chiamato nell'Irlanda A, a pochi giorni dal suo trentesimo compleanno.
Una settimana dopo tale convocazione giunse, inaspettata, anche la chiamata per l'Irlanda maggiore, in occasione dell'incontro del Cinque Nazioni a Twickenham contro l'Inghilterra che la Nazionale in maglia verde, contro pronostico, vinse 13-12.
Fece successivamente parte della spedizione irlandese alla Coppa del Mondo di rugby 1995 in Sudafrica e partecipò ad alcuni tour fino al 1997; militò nell'Ulster fino alla stagione 1997-98, prendendo parte anche da professionista alla Heineken Cup; fu costretto a interrompere la carriera nel 1998 a causa della frattura a una gamba, anche se fino al 2003 giocò nel rugby dilettantistico.
Dimessosi dal corpo dei vigili del fuoco ha intrapreso la carriera di commentatore televisivo di rugby per la BBC; ha ricoperto anche l'incarico di responsabile dello sviluppo del rugby d'élite presso la federazione provinciale dell'Ulster.